# Dębe Wielkie

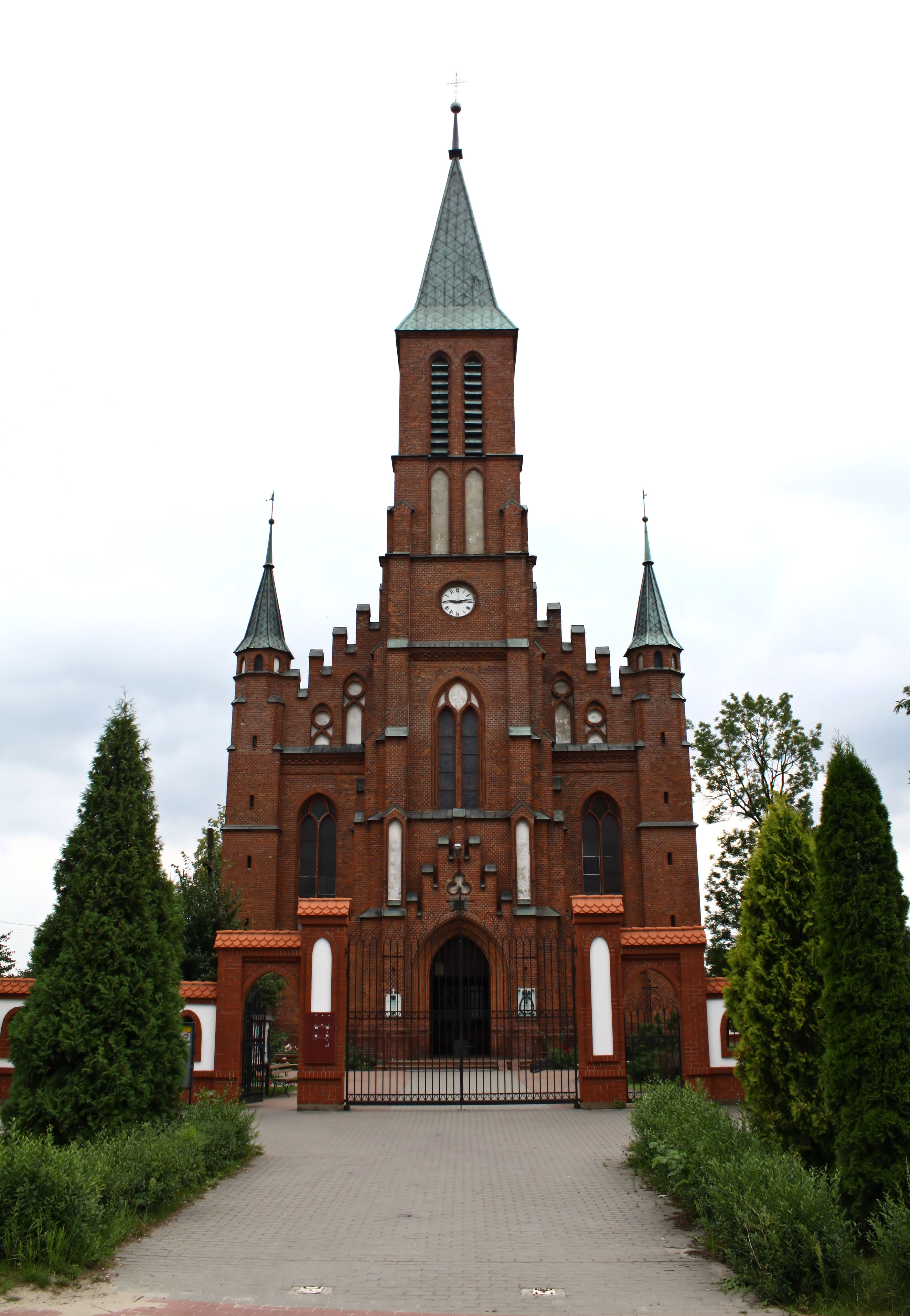
Kościół św. Piotra i Pawła

Dębe Wielkie – wieś w Polsce położona w województwie mazowieckim, w powiecie mińskim, w gminie Dębe Wielkie. Miejscowość jest siedzibą gminy Dębe Wielkie.
Administracyjnie na terenie miasta funkcjonuje pięć sołectw: Dębe Wielkie Centrum, Dębe Wielkie Północ, Dębe Wielkie Południe, Dębe Wielkie Wschód, Dębe Wielkie Zachód.

## Położenie
Miejscowość położona jest przy drodze krajowej nr 92, 30 km od Warszawy. Na terenie wsi znajdują się dwa przystanki kolejowe na linii kolejowej nr 2 – Dębe Wielkie oraz Nowe Dębe Wielkie.
Spis powszechny w 2011 ustalił populację wsi na 3084 osoby. Według danych przedstawionych przez władze gminne w 2020 było ich 3746.

## Historia
Najwcześniejsze pisemna wzmianka o wsi, pod nazwą Dambe, pochodzi z 1416 roku. Wieś była wtedy własnością książąt mazowieckich. Po inkorporacji Mazowsza Dębe Wielkie należało do króla i stanowiło ośrodek królewszczyzny obejmującej Puszczę Dębską oraz wsie Kobierne, Rysie, Mrowiska, Wólkę Wybraniecką, Goździówkę, Zalesie oraz puszczańskie Kąty (późniejsze Kątniki i Chobot). Wieś królewska Dębe położona była w drugiej połowie XVI wieku w powiecie garwolińskim ziemi czerskiej województwa mazowieckiego. W XIX wieku było własnością rządową.
Ze względu na położenie przy szosie brzeskiej wielokrotnie dochodziło tutaj do walk i potyczek.
31 marca 1831 r. podczas wojny polsko-rosyjskiej polskie oddziały pod dowództwem gen. Jana Skrzyneckiego odniosły zwycięstwo nad rosyjskim korpusem gen. Grigorija Rosena.
W 1898 podczas wiecu socjalistów  SKPiL i PPS-Lewicy w Dębem Wielkim został aresztowany Feliks Dzierżyński. 10 września 1939 roku pociągi ewakuacyjne jadące z Warszawy utknęły w korku w okolicach stacji kolejowej Dębe Wielkie. Dołączył do nich pociąg pancerny nr 52 „Piłsudczyk”, który stał się celem ataku ze strony Luftwaffe. Piłsudczyk bronił swoją załogę oraz ludność cywilną. W 1944 walki pomiędzy Armią Czerwoną a hitlerowcami.
W latach 1975–1998 miejscowość administracyjnie należała do województwa siedleckiego.

## Instytucje na terenie miejscowości
- Urząd Gminy Dębe Wielkie (ul. Strażacka 3)
- Szkoła Podstawowa im. "Wołyńskiej Brygady Kawalerii" (ul. Warszawska 78)
- Przedszkole Gminne (ul. Strażacka 3)
- Przedszkole Niepubliczne "Euromisie" (ul. Strażacka 1)
- Parafia Rzymskokatolicka pw. św. apostołów Piotra i Pawła w Dębem Wielkim (ul. Kościelna 2)
- Ochotnicza Straż Pożarna (ul. Strażacka 1)[11]
- Zespół Przychodni Lekarskich (ul. Szkolna 40)[12]
- Urząd Pocztowy Dębe Wielkie (ul. Strażacka 3)[13]

## Zabytki i miejsca pamięci
- zabytkowy kościół rzymskokatolicki Świętych Apostołów Piotra i Pawła zbudowany w 1906 roku w stylu neogotyckim według projektu Józefa Piusa Dziekońskiego[14]
- grób rodziny Tabiszewskich, ostatnich właścicieli majątku Dębe Wielkie (na cmentarzu parafialnym)[15]
- krzyż na cześć powstańców listopadowych[15]

## Znane osoby związane z miejscowością
W Dębem Wielkim 3 kwietnia 1886 r. urodził się Stefan Aleksander Okrzeja – robotnik, członek PPS i Organizacji Bojowej PPS, działacz niepodległościowy i socjalistyczny.
W tej miejscowości urodził się Marek Piotrowski – kick-bokser, między innymi mistrz świata według ISKA, PKC i FFKA (full-contact) oraz Karate Kyokushin.